# Unione dei comuni Circondario dell'Empolese Valdelsa
L'Unione dei comuni Circondario dell'Empolese Valdelsa è un'unione di comuni di 167 720 abitanti della città metropolitana di Firenze, in Toscana. È formata dai comuni di: Capraia e Limite, Castelfiorentino, Cerreto Guidi, Certaldo, Empoli, Fucecchio, Gambassi Terme, Montaione, Montelupo Fiorentino, Montespertoli e Vinci.
Dal 16 luglio 2024 il sindaco di Montespertoli Alessio Mugnaini è il presidente succedendo al sindaco di Castelfiorentino e prima ancora a quello di Empoli.
Crocevia delle più importanti città toscane, ha dato i natali a importanti personaggi come Leonardo da Vinci, Giovanni Boccaccio, Ferruccio Busoni, Jacopo Carucci conosciuto come il Pontormo.
Il Circondario Empolese Valdelsa, istituito nel 1997, svolge le attività proprie della provincia in tema di programmazione territoriale (patto per lo sviluppo locale, piano di sviluppo rurale, piano coordinamento territoriale, programma locale sulla società dell'informazione) e riguardo al trasferimento diretto di risorse sulle funzioni regionali già trasferite all'Amministrazione provinciale (FSE/TPL). Il bilancio del Circondario Empolese Valdelsa è composto da entrate al 51% regionali, al 28% provinciali, per il 10% comunali, e per il restante derivanti da gettiti extratributari e altro. Il Circondario è dotato di un proprio corpo di Polizia Municipale, nato dalla fusione dei singoli corpi comunali esistenti in precedenza e che svolge le sue funzioni in tutti gli 11 comuni.
Il circondario è composto da 11 comuni che si estendono su un'area complessiva di 735,54 km² e dove risiedono 174 200 abitanti:
| Comune               | abitanti | superficie territorio comunale |
| -------------------- | -------- | ------------------------------ |
| Capraia e Limite     | 7 300    | 25 km²                         |
| Castelfiorentino     | 18 000   | 66,56 km²                      |
| Cerreto Guidi        | 10 700   | 49,33 km²                      |
| Certaldo             | 16 300   | 75,24 km²                      |
| Empoli               | 48 000   | 62,28 km²                      |
| Fucecchio            | 23 500   | 65,13 km²                      |
| Gambassi Terme       | 4 900    | 83,06 km²                      |
| Montaione            | 3 800    | 104,90 km²                     |
| Montelupo Fiorentino | 13 700   | 24,60 km²                      |
| Montespertoli        | 13 500   | 125,02 km²                     |
| Vinci                | 14 600   | 54,42 km²                      |

## Gli organi decisionali
L'assemblea del circondario è composta da rappresentanti dei consigli comunali del territorio con il rispetto delle minoranze. L'organo di governo, chiamato giunta esecutiva, è invece composto dai sindaci degli 11 comuni. La Giunta esecutiva nomina al suo interno un presidente. Il direttore generale, designato dalla Giunta, ricopre il massimo ruolo amministrativo dell'ente.
| Periodo | Periodo   | Presidente       | Partito             | Carica  | Note                        |
| ------- | --------- | ---------------- | ------------------- | ------- | --------------------------- |
| 2014    | 2019      | Brenda Barnini   | Partito Democratico | Sindaco | Sindaca di Empoli           |
| 2019    | 2024      | Alessio Falorni  | Partito Democratico | Sindaco | Sindaco di Castelfiorentino |
| 2024    | in carica | Alessio Mugnaini | Partito Democratico | Sindaco | Sindaco di Montespertoli    |

## Compiti della Provincia di Firenze svolti dal Circondario
Il Circondario contribuisce all'organizzazione dell'istruzione scolastica superiore, finanzia i corsi di formazione professionale, aiuta a trovare lavoro o a creare un'impresa. Orienta tra le offerte turistiche, culturali e sportive che promuove nel territorio. Autorizza le autoscuole, le attività agrituristiche, le agenzie di viaggio e turismo. Fa sì che gli spostamenti siano più agevoli organizzando il trasporto pubblico locale con gli autobus o con il servizio a domanda autodrin. In agricoltura supporta la produzione oleo-viticolo-enologica, la forestazione e l'allevamento del bestiame, erogando contributi e incentivi per le attività rurali. Si occupa delle questioni che riguardano caccia, pesca e raccolta dei prodotti del sottobosco. Tutte le autorizzazioni nel campo della tutela ambientale per la gestione dei rifiuti urbani e speciali, per le emissioni in atmosfera e per gli scarichi in acque superficiali, bonifiche dei siti inquinati, autorizzazione integrata ambientale e verifica impianti termici. Rilascia le concessioni di occupazione del suolo pubblico sulle strade provinciali e per l'utilizzo dei pozzi. Il Circondario gestisce e provvede alla manutenzione di oltre 330 km fra strade provinciali e regionali (N.429 "Di Val D'Elsa" e N.436 "Francesca"), curando anche il rilascio dei permessi relativi al Codice della Strada. Si occupa della manutenzione edilizia di tutte le scuole medie superiori statali e degli altri immobili dell'Ente. Favorisce l'insediamento del polo universitario di Empoli dell'Ateneo fiorentino. Progetta e segue la realizzazione di nuove infrastrutture quali strade e scuole superiori. Si occupa della pianificazione del territorio, della gestione del vincolo idrogeologico, delle opere idrauliche sui fiumi, della valutazione di impatto ambientale (VIA) sulle grandi opere.

## Compiti dei comuni delegati al circondario
Il Circondario Empolese Valdelsa si impegna nel favorire la cooperazione tra le undici amministrazioni comunali del territorio e si occupa direttamente della gestione associata delle seguenti funzioni comunali:
- società dell'informazione
- protezione civile
- SIT e cartografia
- barriere architettoniche
- catasto incendi boschivi
- vincolo idrogeologico
- supporto normativo
- difensore civico
- sviluppo risorse umane
- assistenza sociale migranti